# Корона вужа
«Корона вужа» («Žalčio karūna») — радянський двосерійний телефільм 1986 року, знятий режисером Бронюсом Талачкою на Литовському телебаченні.

## Сюжет
Фільм присвячений життю та творчості відомого литовського художника та композитора М .К. Чюрльоніса. У ньому не відтворюється історично точно його життя, це немовби миттєві біографії, основні переломи і творчі таємниці. Фільм — наче варіація на тему геніальності та творчості художника.

## У ролях
- Валентинас Масальскіс — Константинас Чюрльоніс
- Ріманте Крилавічюте — Софія
- Яніна Берукштіте — мати Константинаса
- Аурімас Бабкаускас — батько Константинаса
- Сігітас Якубаускас — Чесловас Саснаускас
- Антанас Шурна — Олександр Бенуа
- Альгірдас Паулавічюс — Мстислав Добужинський
- Еугенія Плешкіте — Броніслава Вольман
- Неле Савіченко-Клімене — Марія Моравська
- Бартас Тракімас — епізод
- Германас Вербіцкас — епізод
- Котріна Ярамінайте — Яздіте, сестра Костянтинаса
- Крістіна Андріяускайте — епізод
- Хенрікас Казлаускас — епізод
- Баліс Бараускас — Микола Огінський
- Броне Марія Брашкіте — епізод
- Пятрас Бельскіс — ксьондз
- Роландас Буткявічюс — епізод
- Адрія Чепайте — дочка Броніслави
- Кароліс Дапкус — гість у салоні
- Ромуальдас Грінцявічюс — викладач музики
- Юозас Ярушявічюс — відвідувач на виставці
- Алдона Йодкайте — жінка в каплиці
- Валентінас Клімас — епізод
- Р. Косінскайте — епізод
- Ірена Марія Леонавічюте — жінка на виставці
- Кястутіс Маціяускас — ксьондз
- Альгімантас Мажуоліс — епізод
- Рімас Моркунас — Мартінсас
- Йонас Пакуліс — режисер вистави
- Біруте Раубайте — Юлія Жемайте
- Едгарас Савіцкіс — епізод
- Міколас Смагураускас — епізод
- Чесловас Стоніс — старий
- Антанас Тарасявічюс — епізод
- Рімантас Тересас — Казюкас
- Альгімантас Вощікас — відвідувач виставки
- Герардас Жальонас — син Броніслави
- Леонардас Зельчюс — візник
- Кястутіс Жілінскас — Еугеніуш Моравський
- Мартінас Бялобжескіс — син Добужинських
- Інга Бурнейкайте — епізод
- Еугеніус Ігнатавічюс — Михайло Андрійович
- Нійоле Лепешкайте — дружина Добужинського
- Антанас Курклетіс — відвідувач виставки
- Антанас Пікяліс — сторож
- Альгірдас Пінтукас — відвідувач виставки
- Борис Смєльцов — пасажир у купе
- Вікторас Валашинас — відвідувач виставки
- Пятрас Венсловас — відвідувач виставки
- Альгірдас Врубляускас — відвідувач виставки
- Альгімантас Зігмантавічюс — епізод
- Альгірдас Сабаліс — відвідувач на виставці
- Повілас Саударгас — епізод

## Знімальна група
- Режисер — Бронюс Талачка
- Сценарист — Еугеніюс Ігнатавічюс
- Оператор — Донатас Букліс
- Композитор — Альгімантас Апанавічюс